# 기본적 욕구
기본적 욕구(Basic needs) 접근법은 전 세계적으로 개발도상국의 절대 빈곤을 측정하는 주요 접근법 중 하나이다. 이는 일반적으로 소비재 측면에서 장기적인 신체적 웰빙에 필요한 절대적 최소 자원을 정의하는 데 사용된다. 빈곤선은 사람들의 욕구를 충족시키는 데 필요한 소득의 양으로 정의된다. "기본적 욕구" 접근법은 1976년 국제 노동 기구의 세계 고용 회의에서 소개되었다. "아마도 WEP의 정점은 1976년 세계 고용 회의였을 것이다. 국제 개발 정책 개발에 대한 기본적 욕구 접근법은 전 세계 정부, 근로자 및 고용주 조직의 승인을 받았으며 주요 다자 및 양자 개발 기관의 프로그램과 정책에 영향을 미쳤으며 인간 개발 접근법의 선구자였다."
즉각적인 "기본적 욕구 사항"의 전통적인 목록은 음식(식수 포함), 대피소 및 의복이다. 많은 현대 목록은 음식, 물, 의복, 주거지뿐만 아니라 교통(민중의 세 가지 원칙 중 삼민주의 부문에서 제안된 바와 같이) 위생, 교육, 그리고 의료의 "기본적 욕구"에 대한 최소한의 소비 수준을 강조한다. 기관마다 서로 다른 목록을 사용한다.
기본 욕구 접근법은 소비 지향적이라고 설명되어 "빈곤 퇴치가 너무 쉽다"는 인상을 준다. 아마르티아 센은 소비보다는 '역량'에 집중했다.
경제발전 담론에서 기본 욕구 모델은 근절 가능한 빈곤 수준을 측정하는 데 중점을 둔다. 기본 욕구 접근법을 따르는 개발 프로그램은 사회가 미래에 그 자체의 역할을 수행하는 데 도움이 되는 경제적으로 생산적인 활동에 투자하는 것이 아니라, 오늘날 경제 성장이 희생되더라도 각 가구가 기본적인 욕구를 충족하도록 보장하는 데 중점을 둔다. 이러한 프로그램은 공정성보다는 생존에 더 중점을 둔다. 그럼에도 불구하고 '측정'에 있어서는 기본적인 요구나 절대적인 접근이 중요하다. 1995년 코펜하겐에서 열린 사회 발전에 관한 세계 정상회담에서는 세계 모든 국가가 절대빈곤과 상대빈곤 모두에 대한 측정을 개발해야 하며 "각 국가가 지정한 목표 날짜까지 절대빈곤을 근절하기 위한 국가 정책을 마련해야 한다"는 주요 선언 중 하나를 국가적 맥락에서 담았다."

## 같이 보기
- 보편적 기본소득
- 생태계 서비스
- 생활임금
- 매슬로의 욕구단계설
- 니드
- 빈곤선
- 생활 수준